# La Almudena (métro de Madrid)
La Almudena est une station de la ligne 2 du métro de Madrid, en Espagne.

## Situation
La station se situe entre La Elipa au nord-ouest, en direction de Cuatro Caminos, et Alsacia au sud-est, en direction de Las Rosas. Elle est établie sous l'intersection des rues Arriaga et Francisco-Largo-Caballero avec l'avenue de Daroca, dans l'arrondissement de Ciudad Lineal.

## Historique
La station est mise en service le 16 mars 2011, quand est ouvert le prolongement de la ligne entre La Elipa et Las Rosas.

## Service des voyageurs

### Accueil
La station possède un accès équipé d'escaliers et d'escaliers mécaniques, ainsi qu'un accès direct par ascenseur depuis l'extérieur.

### Intermodalité
La station est en correspondance avec les lignes de bus no 106 et 109 du réseau EMT.

## Sites desservis
La station est située à proximité du cimetière de La Almudena, le plus grand champ de repos de Madrid et de toute l'Espagne, qui s'étend sur 120 hectares. Non loin de là, se trouve également un cimetière juif et le parc public de La Almudena.